# La figlia del capo indiano
La figlia del capo indiano (The White Squaw) è un film del 1956 diretto da Ray Nazarro.
È un film western statunitense, con David Brian, May Wynn e William Bishop, basato sul romanzo del 1952  The White Squaw di Larabie Sutter.

## Trama
Un ricco uomo del West, in punto di morte, rivela alla propria figlia l'esistenza di un'altra figlia avuta da una relazione con una ragazza indiana. Sobillata da un certo Swanson che odia i pellirosse, l'erede legittima rifiuta di accogliere la sorellastra. Quest'ultima subisce persecuzioni e tentativi di violenza.

## Produzione
Il film, diretto da Ray Nazarro su una sceneggiatura di Les Savage Jr. e un soggetto di Larabie Sutter (autore del romanzo da cui fu tratto il soggetto, che secondo l'American Film Institute è uno pseudonimo dello stesso Les Savage Jr.), fu prodotto da Wallace MacDonald per la Columbia Pictures Corporation e girato a Santa Clarita, California, dal 14 al 24 maggio 1956.

## Distribuzione
Il film fu distribuito con il titolo The White Squaw negli Stati Uniti nel novembre del 1956 al cinema dalla Columbia Pictures.
Altre distribuzioni:
- in Argentina nel novembre del 1956
- in Finlandia il 17 maggio 1957 (Verilöyly preerialla)
- in Italia (La figlia del capo indiano)

## Promozione
Le tagline sono:

- Strange Adventure with THE WHITE SQUAW
- INDIAN ADVENTURE!